# Brachycrotaphus kraussi
Brachycrotaphus kraussi är en insektsart som beskrevs av Boris Petrovich Uvarov 1932. Brachycrotaphus kraussi ingår i släktet Brachycrotaphus och familjen gräshoppor. Inga underarter finns listade i Catalogue of Life.